# Henry Bolo
Henry Bolo (Saint-Étienne, 16 febbraio 1858 – 21 marzo 1921) è stato un presbitero e scrittore francese.

## Biografia
Nipote di un notaio del dipartimento delle Bocche del Rodano e figlio di un notaio provenzale, Henry Bolo era il fratello di Paul Marie Bolo, meglio conosciuto con lo pseudonimo di Bolo Pascià, avventuriero marsigliese, condannato a morte e giustiziato nel 1918 nel carcere di Fresnes.
Ordinato sacerdote nel 1881, divenne inizialmente vicario della parrocchia di Saint-Michel di Marsiglia. Iniziò a predicare molto presto e pubblicò diversi libri religiosi, caratterizzati da una certa libertà di linguaggio e dalla manifestazione di idee moderniste. Attaccò violentemente il conservatorismo e inoltre tentò di diventare vescovo, ma invano.
Infatti, dopo essere stato raccomandato dal deputato Eugène Étienne al ministro Louis Ricard, vide fallire la propria candidatura, a causa del fatto che, nel 1892, era stato oppositore della Repubblica. Divenne quindi vicario generale del vescovo di Saint-Denis-de-la-Réunion, Jacques-Paul-Antonin Fabre, ma nel 1895 dovette fare ritorno a Marsiglia per motivi di salute. In seguito Charles Dumay, direttore dell'amministrazione dei culti, lo nominò vicario generale del vescovo di Laval, Pierre-Joseph Geay.
Le relazioni tra i due, tuttavia, si deteriorarono in fretta. Successivamente Henry Bolo tentò di diventare vescovo in Algeria, nel 1898 lasciò la Diocesi di Laval per avvicinarsi al vescovo di Tours, René François Renou, ma nel 1900 sfumò ogni speranza di accedere all'episcopato.
Nel 1904 divenne Protonotario apostolico. Di lui si parlò nel dicembre dello stesso anno, quando, chiamato a predicare l'avvento nella chiesa di Saint-Pierre-de-Chaillot, protestò contro un annuncio de La Semaine religieuse de Paris. In seguito divenne predicatore mondano. Alla vigilia della legge di separazione tra Stato e Chiese lanciò una pubblicazione intitolata L'association paroissiale, bulletin et propagateur des associations paroissiales de France. Dopo la separazione, divenne l'avvocato dei preti operai.